# Аријано Ирпино
Аријано Ирпино (итал. Ariano Irpino) град је у јужној Италији. То је други град округа Авелино у оквиру италијанске покрајине Кампанија.

## Природне одлике
Град Аријано Ирпино налази се у јужном делу Италије, на 110 км источно од Напуља. Град је налази у области Кампањских Апенина на надморској висини од око 800 m и то на прилично покренутом и сеизмички активном терену.

## Географија
| Клима (Аријано Ирпино)   | Клима (Аријано Ирпино) | Клима (Аријано Ирпино) | Клима (Аријано Ирпино) | Клима (Аријано Ирпино) | Клима (Аријано Ирпино) | Клима (Аријано Ирпино) | Клима (Аријано Ирпино) | Клима (Аријано Ирпино) | Клима (Аријано Ирпино) | Клима (Аријано Ирпино) | Клима (Аријано Ирпино) | Клима (Аријано Ирпино) | Клима (Аријано Ирпино) |
| Показатељ \ Месец        | .Јан.                  | .Феб.                  | .Мар.                  | .Апр.                  | .Мај.                  | .Јун.                  | .Јул.                  | .Авг.                  | .Сеп.                  | .Окт.                  | .Нов.                  | .Дец.                  | .Год.                  |
| ------------------------ | ---------------------- | ---------------------- | ---------------------- | ---------------------- | ---------------------- | ---------------------- | ---------------------- | ---------------------- | ---------------------- | ---------------------- | ---------------------- | ---------------------- | ---------------------- |
| Средњи максимум, °C (°F) | 7,1 (44,8)             | 7,8 (46)               | 10,4 (50,7)            | 14,5 (58,1)            | 18,6 (65,5)            | 23,6 (74,5)            | 27,1 (80,8)            | 27,2 (81)              | 23,2 (73,8)            | 17,4 (63,3)            | 12,0 (53,6)            | 8,8 (47,8)             | 27,2 (81)              |
| Средњи минимум, °C (°F)  | 0,6 (33,1)             | 0,9 (33,6)             | 3,0 (37,4)             | 6,1 (43)               | 9,7 (49,5)             | 13,7 (56,7)            | 16,0 (60,8)            | 16,0 (60,8)            | 13,9 (57)              | 9,6 (49,3)             | 5,6 (42,1)             | 2,7 (36,9)             | 0,6 (33,1)             |
| [ тражи се извор ]       |                        |                        |                        |                        |                        |                        |                        |                        |                        |                        |                        |                        |                        |

## Становништво
Према резултатима пописа становништва 2011. у општини је живело 22.517 становника.
| 1931.  | 1936.  | 1951.  | 1961.  | 1971.  | 1981.  | 1991.  | 2001.  | 2011.  |
| ------ | ------ | ------ | ------ | ------ | ------ | ------ | ------ | ------ |
| 22.798 | 24.357 | 27.613 | 26.035 | 22.661 | 21.912 | 23.040 | 23.505 | 22.517 |

Аријано Ирпино данас има око 23.000 становника, махом Италијана. Последњих деценија број становника у граду стагнира.

## Галерија
- Поглед на стари град
- Остаци норманског замка
- Романска црква у граду
- јавне баште